# Boruto: Two Blue Vortex
Boruto: Two Blue Vortex, anteriormente BORUTO: Naruto Next Generations (BORUTO-ボルト- NARUTO NEXT GENERATIONS?), es una serie de manga escrita e ilustrada por Mikio Ikemoto, con la supervisión de Masashi Kishimoto. Es un spin-off y secuela del manga Naruto de Kishimoto. La historia narra las aventuras y formación de Boruto Uzumaki, el hijo de Naruto Uzumaki y Hinata Hyūga, así como de sus compañeros, quienes conforman la nueva generación de ninjas de la Aldea Oculta de la Hoja, cuyo Séptimo Hokage es Naruto. La serie cuenta con su adaptación al anime, dirigida por Hiroyuki Yamashita y producida por el estudio Pierrot. Su transmisión inició el 5 de abril de 2017 a través de TV Tokyo.
Boruto se originó a partir de la propuesta de Shūeisha a Kishimoto de hacer una secuela de Naruto. Sin embargo, Kishimoto rechazó esta oferta y propuso a su ex asistente Mikio Ikemoto dibujarla; El escritor de la película Boruto: Naruto the Movie, Ukyō Kodachi, creó la trama. Y posteriormente se ordenó un anime el cual se emitió desde abril de 2017 a marzo de 2023 a través de TV Tokyo, la primera parte estuvo compuesta de 293 episodios; tras su finalización se confirmó una segunda parte que se encuentra en desarrollo. A diferencia del manga, que comenzó como un recuento de la película de Boruto, el anime comienza como una precuela ambientada antes de que Boruto y sus amigos se conviertan en ninjas en un arco argumental posterior. También se han escrito una serie de novelas ligeras.
La serie de anime ha recibido elogios por el uso de personajes nuevos y recurrentes, pero se observó que la narrativa del manga era más seria ya que se centraba más en el protagonista. Shūeisha envió un millón de copias de la serie manga hasta enero de 2017.

## Argumento
La historia comienza con un Boruto Uzumaki adolescente enfrentándose a un malvado Kawaki adolescente en las ruinas de Konoha, y el primero relata su historia. El hijo del Séptimo Hokage Naruto Uzumaki y de su esposa Hinata Uzumaki, Boruto se siente enojado porque su padre antepone la aldea a su familia. En ese momento, Boruto se convierte en miembro de un equipo ninja liderado por el protegido de Naruto, Konohamaru Sarutobi, junto a Sarada Uchiha, la hija de Sasuke Uchiha y Sakura Uchiha, y Mitsuki, el hijo artificial de Orochimaru. Sasuke regresa a la aldea para advertirle a Naruto de una amenaza inminente relacionada con las motivaciones de Kaguya Ōtsutsuki. Boruto le pide a Sasuke que lo entrene para el próximo examen Chunin para impresionar a su padre. Durante el examen, Momoshiki y Kinshiki, el dúo Ōtsutsuki que conoció Sasuke, secuestran a Naruto para poder usar a Kurama, el Zorro de las Nueve Colas sellada dentro de su cuerpo, para revitalizar el Árbol Divino moribundo de la dimensión de la que vinieron. Boruto, Sasuke y los cuatro Kages, los líderes de otras aldeas ninja, se disponen a rescatar a Naruto. La batalla termina cuando Momoshiki, sacrificando a Kinshiki para aumentar su propia fuerza, es derrotado por Boruto con la ayuda de Naruto y Sasuke; Momoshiki sobrevive lo suficiente para darse cuenta de todo el potencial de Boruto mientras le advierte de futuras tribulaciones y le da una marca misteriosa llamada "Karma". Después de recuperarse de su pelea, Boruto decide convertirse en justiciero como Sasuke en el futuro, mientras confía en Sarada para seguir su sueño de convertirse en la próxima Hokage.
Boruto y los demás se enteran de que hay un grupo llamado "Kara" que busca personas con las marcas llamadas Karma. El equipo de Boruto conoce al fugitivo de Kara, Kawaki, un niño que también tiene Karma. Kawaki se convierte en un miembro adoptado de la familia Uzumaki para protegerlo. Sin embargo, cuando intentan proteger a Kawaki, Naruto y Sasuke son derrotados por el líder de Kara, Jigen, quien sella a Naruto mientras Sasuke escapa. Boruto y sus compañeros de equipo salvan a Naruto cuando el Karma de Boruto hace que Momoshiki lo posea. Después de enterarse de esto, Sasuke descubre que todos los usuarios de Karma serán controlados por el clan Ōtsutsuki, incluidos Jigen y Boruto. Mientras tanto, comienza un motín en Kara, con Koji Kashin, un clon de Jiraiya, desafiando a Jigen, mientras que Amado va a Konoha a buscar asilo a cambio de información, revelando que el verdadero líder de Kara es Isshiki Ōtsutsuki, quien ha estado poseyendo a Jigen desde que fue traicionado por Kaguya cuando llegaron a la Tierra hace milenios, y que Karma permite que el clan Ōtsutsuki resucite a través del cuerpo del anfitrión. Aunque Koji mata a Jigen, lo que obliga a Isshiki a reencarnarse de manera imperfecta mientras que el Karma de Kawaki se elimina en el proceso, Isshiki obliga a Koji a retirarse y se va a atacar Konoha.
En Konoha, Isshiki intenta encontrar a Kawaki, pero Naruto lo enfrenta de frente, preparándose para pelear. Boruto se transporta a sí mismo e Isshiki a otra dimensión lejos de la aldea, con Sasuke y Naruto siguiéndolos. Como Boruto es el recipiente de Momoshiki, Isshiki planea dárselo de comer a su Diez Colas para plantar un Árbol Divino. Con el nuevo poder de Naruto, el Modo Barión, retrasa a Isshiki tanto como sea posible. Después de que el Modo Barión se agote, Isshiki domina rápidamente a Naruto y encuentra a Kawaki debido al chakra del brazo protésico de Naruto antes de teletransportarlo cerca, pero debido a la falta de tiempo de vida causada por el Modo Barión, Isshiki muere. Momoshiki usa esto como una oportunidad para poseer a Boruto, apuñalando y destruyendo el Rinnegan de Sasuke. Sin embargo, Sasuke y Kawaki luchan contra Momoshiki hasta que Boruto recupera su cuerpo, pero debido al Modo Barión, Kurama muere.
Después de ser derrotado y a punto de morir, Isshiki le pide a Code, quien estaba protegiendo al Diez Colas, que continúe con la voluntad de Otsutsuki sacrificando a Boruto o Kawaki y convirtiéndose en Ōtsutsuki. Code jura vengar la muerte de Isshiki y procede a liberar a los dos cyborgs más fuertes creados por Amado que se suponía que habían sido eliminados, Eida y Daemon. La cyborg femenina Eida acepta ayudar a Code a matar a Naruto si a su vez perdona a Kawaki para que ella tenga un romance normal, porque sus poderes de seducción le impiden experimentar el amor apropiado excepto con Ōtsutsuki.
Amado le da a Kawaki una versión armada del Karma de Isshiki. Kawaki lo usa para escapar de la aldea. Boruto se da cuenta de que puede sentir su chakra e intenta informar a su padre, pero él no lo cree y habla con los sensores. Para no perder a Kawaki, Boruto tiene que correr tras él mientras los sensores monitorean su chakra. Finalmente, Code encuentra a Kawaki y Boruto lucha contra él usando Karma con los miles de años de experiencia de combate de Momoshiki. Sin embargo, Momoshiki se apodera del cuerpo de Boruto, obligando a Kawaki a matarlo por orden de Boruto. Sin embargo, Momoshiki revive a Boruto como un Ōtsutsuki completo, a costa de su propia reencarnación. Se revela que tanto Eida como Daemon han sido reprogramados por Amado y se vuelven contra Code, lo que lo obliga a huir. Posteriormente, Amado revela que los poderes de Eida y Daemon son shinjutsu trasplantados del cadáver de Shibai Ōtsutsuki, un Ōtsutsuki que alcanzó la divinidad y trascendió a otro plano. Define el shinjutsu como habilidades divinas más poderosas que el ninjutsu que solo pueden usar los dioses, incluido el Karma. Mientras tanto, Momoshiki aparece en la mente de Boruto, mostrándole una visión de sus amigos peleando con él. Kawaki, habiendo deducido que Boruto, al ser un Ōtsutsuki de pleno derecho, es probable que se vuelva malvado, envía a Naruto y Hinata a otra dimensión, jurando matar a Boruto y a todos los demás Ōtsutsukis. Boruto se enfrenta a Kawaki, y en la pelea que sigue, Kawaki le corta el ojo derecho a Boruto en un intento fallido de matar a Sarada. Sasuke llega e intenta detener a Kawaki, pero este último logra escapar con la ayuda de Momoshiki. Kawaki se encuentra con Eida, quien usa su dojutsu Senrigan para reescribir la memoria de todo el mundo: Kawaki y Boruto habrán intercambiado papeles, ahora Kawaki es el hijo de Naruto y Boruto es un forastero que asesinó al séptimo Hokage. Solo Sumire Kakei y Sarada son inmunes, y esta última despierta su Mangekyou Sharingan por temor a perder a Boruto. Sarada puede convencer a Sasuke de la inocencia de Boruto, y Sasuke jura proteger a Boruto.

### Parte II:Two Blue Vortex
Tres años después de la desaparición de Naruto y Hinata y la huida de Boruto y Sasuke, Sarada no ha logrado convencer al Octavo Hokage Shikamaru Nara de la inocencia de Boruto. Los Otsutsuki quieren el remanente de sangre Uchiha, Sarada, y en un intento de secuestrarla, Code ataca la aldea con un ejército de monstruos, pero Boruto llega para ayudar a luchar contra ellos. Shikamaru y el resto de la aldea se ven obligados a posponer el trato con Boruto hasta que terminen de luchar contra Code. Aunque Boruto derrota a Code, Kawaki ataca al primero, lo que permite que Code huya antes de que Boruto pueda obtener información sobre el Diez Colas de él. Boruto usa la técnica Flying Raijin para teletransportarse a la dimensión donde están Code y el Diez Colas. El exagente de Kara, Koji Kashin, lo apoya mientras Boruto se sienta al lado del árbol en el que Code ha atrapado a Sasuke. Boruto luego regresa a la aldea y se reúne con Sarada y Sumire, pero Shikamaru se comunica con él, quien se dio cuenta de que sus recuerdos de "Kawaki como el hijo de Naruto" son completamente falsos después de escuchar la teoría de Amado sobre la alteración de los recuerdos de todos, con la técnica de Transmisión Mente Cuerpo de Ino Yamanaka. De repente, Mitsuki ataca a Boruto. Después de una pequeña pelea, Boruto no solo saca a Mitsuki de su ira, sino que también le dice que sus padres, Naruto y Hinata, todavía están vivos. Incluso le revela la verdad sobre lo que realmente sucedió hace tres años a Shikamaru. A pesar de descubrir la verdad, Shikamaru le dice a Boruto que hasta que estén listos para exponer las acciones de Kawaki a la aldea, deben trabajar juntos en las sombras ya que Boruto todavía es considerado un criminal.
Después de que Boruto le informa a Shikamaru del verdadero propósito del Diez Colas, Kawaki, acompañado por Delta, va tras él para continuar con su plan maestro. Shikamaru advierte discretamente a Boruto, quien rápidamente escapa. Mientras tanto, dos clones de "Marca de la Garra" llamados Jura e Hidari invaden la aldea y buscan el paradero de Naruto. Pero la hermana menor de Boruto, Himawari Uzumaki, que cree que su hermano es inocente y planea ayudarlo, y el Equipo 10 se oponen a ellos. Jura e Hidari comienzan su asalto e intentan capturar a Himawari como su nuevo objetivo. Después de que Koji Kashin localiza el ataque, Boruto regresa a la aldea y Shikamaru le informa que los dos clones de Marca de la Garra están tras su hermana. De repente, Boruto se enfrenta a Kawaki y ambos Karmas se activan, antes de escapar. Cuando Himawari y el Equipo 10 escapan de Jura, se encuentra con un pequeño Kurama, quien le dice que los dos son uno y que el componente de la bestia con cola aún permanece en todo el linaje familiar después de la muerte. Para proteger a Boruto de la sed de sangre de Kawaki, Shikamaru mantiene a Kawaki ocupado alegando que Himawari está en problemas, quien luego se dirige hacia la ubicación del Equipo 10 mientras Sarada y Sumire luchan contra Hidari. Cuando Jura se adelanta, captura a Himawari y empala a Inojin Yamanaka, lo que hace que Himawari use furiosamente todo su poder con el chakra del Nueve Colas. Cuando la herida de Inojin se cura instantáneamente, Himawari les dice a Shikadai Nara y Chocho Akimichi que se vayan con Inojin ya que tiene la intención de acabar con Jura. Individualmente, Himawari, Sarada, Sumire y Konohamaru hacen todo lo posible para derrotar a Jura y Hidari, pero los dos clones los derrotan fácilmente. Hidari captura a Sarada para devorarla,

## Aspectos de la serie

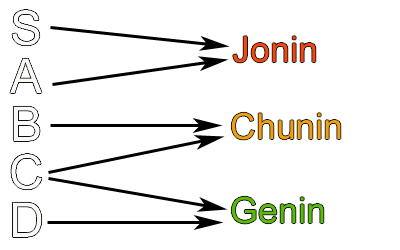
Diagrama de misiones.

Boruto: Naruto Next Generations continúa la línea argumental de Naruto por lo que tiene un gran número de personajes que, en su mayoría, se distinguen por ser ninjas. Al principio estudian en la Academia Ninja, para luego ser divididos en tríos Genin (grupo de ninjas novatos), a los cuales se les es asignado un sensei experimentado. Estos núcleos se convierten sucesivamente en las bases para la interacción entre los personajes, donde los equipos son elegidos para las misiones de acuerdo a su progresión y capacidades complementarias. Así, su equipo se convierte poco a poco en el marco social donde Boruto empieza a convivir, para ir familiarizándose con sus compañeros Sarada y Mitsuki, al igual que con su sensei Konohamaru. No obstante, no solo aparecen tríos de ninjas, sino que existen algunas excepciones de conjuntos formados por múltiplos de tres.

Jerarquía de los tipos de chakra.

En el mundo de Boruto: Naruto Next Generations, los países operan como entidades políticas separadas; sin embargo, como resultado de la Cuarta Gran Guerra Ninja, estos cooperan entre sí en caso de ser requerido; cada uno de ellos está gobernado por un señor feudal. Dentro de estos países están las aldeas ocultas (隠れ里 kakurezato?) (asentamientos de viviendas ninjas). Una aldea oculta mantiene la economía del país mediante la formación de jóvenes ninja desde temprana edad, utilizándolos para realizar misiones en otros países y cobrar por ellas. El ninja de una aldea oculta también sirve como fuerza militar para el país de origen. Cabe mencionar que los líderes de las aldeas ocultas están en igual posición que los líderes de sus países respectivos. En la trama, existen hasta cinco países diferentes: el País del Viento, el País del Fuego, el País del Relámpago, el País del Agua y el País de la Tierra (conocidos íntegramente como las «Cinco Grandes Naciones Shinobi»). Estos países son los más poderosos en el mundo de Boruto: Naruto Next Generations, siendo gobernados por un señor feudal, mientras que los líderes de las aldeas ocultas en dichos países ostentan el título de Kage. Se han nombrado otras naciones aparentemente más pequeñas en el manga o el anime, pero sus datos aún no han sido del todo revelados.

## Contenido de la obra

### Anime

#### Boruto: Naruto Next Generations
Boruto: Naruto Next Generations (BORUTO-ボルト NARUTO NEXT GENERATIONS?) Es la secuela de Naruto y Naruto Shippūden, narra las aventuras y formación de Boruto Uzumaki, hijo de Naruto Uzumaki y Hinata Hyūga así como de sus demás amigos quienes conforman la nueva generación de ninjas de la Aldea Oculta de la Hoja cuyo séptimo Hokage es Naruto.
El 17 de diciembre de 2016, en el estand de Naruto y Boruto durante el festival de Jump Festa, fue anunciado que la serie de manga iniciaría un proyecto de ánime, confirmándose posteriormente como una adaptación del manga que presentará una historia original. Es supervisada por el creador de la serie Masashi Kishimoto, así como también por Ukyō Kodachi, su escritor; codirigida por Noriyuki Abe y Hiroyuki Yamashita, con Makoto Uezu como compositor de la serie, la animación producida por Pierrot, diseño de personajes por Tetsuya Nishio y Hirofumi Suzuki, la música co-compuesta por Takanashi Yasuharu y -yaiba-.
Fue estrenada a través de TV Tokyo el 5 de abril de 2017. y desde entonces, fue emitida cada miércoles en Japón hasta el 25 de abril de 2018; posteriormente su emisión ha sido trasladada cada jueves a partir del 3 de mayo de 2018, contando actualmente con ciento ochenta episodios emitidos. Viz Media ha adquirido los derechos de emisión en Norteamérica.
El 17 de diciembre de 2021, Crunchyroll anunció que la serie recibirá un doblaje en español, que se estrenó ese mismo día.
La serie terminó su primera parte con el episodio 293 el 26 de marzo de 2023; Se anunció que se estaba desarrollando una segunda parte.

### Manga
Escrito por Ukyō Kodachi e ilustrado por Mikio Ikemoto, Boruto: Naruto Next Generations fue publicado por primera vez el 9 de mayo de 2016 por la editorial japonesa Shueisha en la vigésimo tercera edición de la revista de manga Shōnen Jump continuando con la publicación de un nuevo capítulo cada mes.
La obra se encuentra bajo la supervisión del creador original de la serie, Masashi Kishimoto.

### Banda sonora
La música de la serie está compuesta conjuntamente por Yasuharu Takanashi y su unidad musical, Yaiba. Una banda sonora en CD titulada Boruto Naruto Next Generations Original Soundtrack 1 fue lanzada el 28 de junio de 2017. La segunda banda sonora salió a la venta el 7 de noviembre de 2018.

### Videojuegos
La serie de videojuegos Naruto:Ultimate Ninja Storm en su cuarta edición agregó un DLC (contenido descargable) llamado Road to Boruto (Camino a Boruto), en el cual se narran las aventuras de Boruto, Sarada, Mitsuki, Naruto y Sasuke durante la película Boruto: Naruto the movie. La expansión fue lanzada el 3 de febrero de 2017 marcando el fin de esta franquicia de videojuegos por decisión de Bandai Namco Entertainment.

### Novelas ligeras
También se ha producido una serie de novelas ligeras escritas por Kō Shigenobu (novelas 1-3 y 5) y Miwa Kiyomune (novela 4), con ilustraciones de Mikio Ikemoto, basadas en el anime. La primera, titulada ¡El nuevo ninja de Konoha volando en el cielo azul! (青天を翔る新たな木の葉たち! Seiten o Kakeru Aratana Konoha-tachi!?), salió a la venta el 2 de mayo de 2017. El 4 de julio de 2017 salió a la venta una segunda, bajo el título ¡Una llamada de las sombras!  (影からの呼び声! Kage Kara no Yobigoe!?). La tercera novela, ¡Los que iluminan la noche de los Shinobi!  (忍の夜を照らす者! Shinobi no Yoru O Terasu Mono!?), se publicó el 4 de septiembre de 2017. La cuarta novela, ¡School Trip Bloodwind Records!  (修学旅行血風録! Shūgakuryokō ketsu pū roku!?), se publicó el 2 de noviembre de 2017. La quinta novela, ¡El último día en la Academia Ninja! (忍者学校最後の日! Ninja akademī saigo no hi!?), se publicó el 4 de enero de 2018.

## Producción
Cuando el manga de Naruto terminó en 2014, la compañía Shueisha pidió a Masashi Kishimoto que iniciara una secuela. Kishimoto rechazó la idea y propuso al artista Mikio Ikemoto, que había estado trabajando como asistente de Kishimoto desde los primeros capítulos de Naruto, que la dibujara en su lugar. Para promocionar el nuevo manga se utilizó una web de cuenta atrás titulada "Next Generation". En diciembre de 2015, se anunció la serialización de Boruto: Naruto Next Generations. Kishimoto dijo que quería que Boruto superara su propia obra. El escritor de Boruto, Ukyō Kodachi, había escrito una novela ligera llamada Gaara Hiden (2015) y había ayudado a Kishimoto a escribir el guion de la película Boruto: Naruto the Movie. Además de escribir para la serie, Kodachi supervisa la historia del anime. Kishimoto también actuó como supervisor del anime para los episodios 8 y 9. Kodachi explicó que la ambientación de la serie que destaca por manejar más ciencia que Naruto fue influenciada por su padre, un médico. Para combinar aún más el uso del ninjutsu y la tecnología, Kodachi se inspiró en los juegos de rol de ciencia ficción.
A pesar de que Kishimoto revisó el escenario del manga, aconsejó a Ikemoto que creara su propio estilo artístico en lugar de imitar el suyo. Ikemoto estuvo de acuerdo y se mostró optimista sobre su estilo artístico. Aunque señaló que los fanes de toda la vida podrían sentirse decepcionados por el hecho de que Kishimoto no dibuje Boruto, Ikemoto declaró que haría todo lo posible para realizar el manga. Aunque se siente honrado de crear el arte de Boruto, Ikemoto declaró que está agradecido de que la serie se publique mensualmente en lugar de semanalmente, ya que producir la cantidad requerida de casi 20 páginas por capítulo sería estresante; sin embargo, la serialización mensual le sigue pareciendo un reto. Los capítulos regulares de Boruto suelen superar las 40 páginas; la creación de los bocetos en miniatura lleva una semana, las páginas tardan 20 días en producirse, mientras que el resto del tiempo se utiliza para colorear las imágenes y retocar los capítulos. Al dibujar a los personajes, Ikemoto consideró que las expresiones faciales de Boruto cambiaban a medida que avanzaba la historia; al principio daba al protagonista ojos grandes para las interacciones del personaje con Tento, pero el aspecto de Boruto se hacía más rebelde cuando, en cambio, hablaba con Kawaki.
Aunque inicialmente Kishimoto no estaba escribiendo la serie, creó múltiples personajes para que el personal los utilizara. Kishimoto no especificó si Naruto u otro personaje importante moriría, pero dijo que le parecería interesante una situación así y añadió que los autores tienen libertad para escribir la historia como quieran. En noviembre de 2020 se anunció que, tras 51 capítulos y 13 volúmenes, Kodachi dejaría el cargo de guionista, asumiendo Kishimoto todas las tareas de escritura e Ikemoto continuando como ilustrador a partir del capítulo 52 del próximo número de enero de la revista V Jump, publicado el 21 de noviembre de 2020.

## Recepción

### Manga
En general, el manga ha sido bien recibido en Japón; los recopilatorios han aparecido en varias ocasiones como los más vendidos. En su semana de lanzamiento, el primer volumen del manga vendió 183.413 copias. La serie cuenta con un millón de ejemplares impresos a enero de 2017. Entre 2017 y 2018, se convirtió en el octavo manga más vendido de Shueisha. El primer volumen del manga también se vendió bien en Norteamérica, mientras que la serie se convirtió en el sexto manga serializado más vendido en 2017 según ICv2. En el otoño de 2018, Boruto se mantuvo como el cuarto manga más vendido de Norteamérica.
Rebecca Silverman de Anime News Network (ANN) dijo que Boruto le atraía a pesar de no haberse interesado nunca por el manga de Naruto. Elogió el modo en que los guionistas trataron la angustia de Boruto sin que pareciera un "lloriqueo adolescente" y la forma en que Sasuke decide entrenarlo. Amy McNulty de ANN consideró que el manga es atractivo para los fanes de la serie original de Naruto, y añadió que aunque Mitsuki tiene un pequeño papel en la historia, su historia secundaria ayuda a expandir sus orígenes. Nik Freeman, del mismo sitio web, criticó la falta de desarrollo de Boruto en comparación con su introducción en el final de Naruto; Freeman también dijo que hay diferencias entre las razones por las que tanto el joven Naruto como Boruto destrozaron su aldea. Sin embargo, a Freeman le gustó la historia de fondo de Mitsuki, ya que no sintió que volviera a contar historias más antiguas. Al revisar el primer capítulo en línea, Chris Beveridge de The Fandom Post fue más negativo, quejándose del fuerte enfoque en la mala relación de Naruto y Boruto y la repetición de elementos de Boruto: Naruto the Movie; Beveridge también criticó la adaptación de la obra de arte de Kishimoto, pero elogió la relación entre Naruto y Sasuke, así como el presagio de una pelea que involucra a un Boruto mayor.
Melina Dargis, del mismo sitio web, hizo una reseña del primer volumen; esperaba con ansias el desarrollo de los personajes a pesar de haber visto ya la película de Boruto; también le agradó el papel de Mitsuki en su propia historia secundaria. Leroy Douresseaux de Comic Book Bin recomendó la serie a los fanes de Naruto, explicando cómo los nuevos autores lograron utilizar el primer volumen para establecer las personalidades de los protagonistas. A Dargis le impresionó el aparente mensaje de la serie, que le pareció que intentaba conectar con el público moderno con temas como las cuestiones parentales y el uso de la tecnología, en contraste con Naruto. A Douresseaux le gustó que el desarrollo del personaje de Boruto ya hubiera comenzado en el segundo volumen de la serie porque ayudó a los lectores a apreciarlo más. The Fandom Post y Comic Book Bin señalaron que el manga hizo grandes avances en la historia de Boruto debido a cómo el progreso de la trama en la narrativa hace que el flashforward sea más posible y cómo los nuevos personajes obtienen su primer combate a muerte contra Ao en el manga en lugar de depender de la generación anterior. En una crítica más negativa, Manga News criticó el manga por confiar en los personajes que regresan, Naruto y Sasuke, para luchar contra ciertos villanos de Kara, de la misma manera que Akira Toriyama recicló a los héroes Goku y Vegeta durante el anime Dragon Ball Super en lugar de confiar en un nuevo protagonista, por lo que esperaba que Boruto y sus amigos fueran más activos tras los acontecimientos.
La introducción de Kawaki en la serie ha sido alabada por el impacto en el argumento y el paralelismo rival que tiene con Boruto de la misma manera que el manga original tenía entre Naruto y Sasuke. El diseñador de juegos Hiroshi Matsuyama alabó el debut de Kawaki en el manga debido a su implicación en la narrativa así como en las secuencias de lucha en las que participa.

### Anime
El anime fue popular entre los lectores japoneses de Charapedia, que lo votaron como la novena mejor serie de anime de la primavera de 2017. El escritor de IGN Sam Stewart elogió el enfoque en la nueva generación de ninjas, así como las diferencias entre ellos y la generación anterior. Alabó el regreso de otros personajes como Toneri Otsutsuki y disfrutó de las técnicas oculares. Stewart aplaudió la caracterización tanto de Shikadai como de Metal Lee, calificando de interesante su relación así como la pelea accidental y diciendo que Boruto: Naruto Next Generations mejora con cada episodio. La directora de marca de Crunchyroll, Victoria Holden, se unió a Miranda Sánchez de IGN para discutir si Next Generations podría estar a la altura del éxito de la antigua serie, al tiempo que repasaba los episodios anteriores de la serie. Según TV Tokyo, las ventas y los beneficios brutos de Boruto han sido altamente positivos durante 2018 ocupando el top 5. En un informe de Crunchryroll, Boruto fue vista como una de las series de anime más transmitidas de 2018 en múltiples países, sobre todo los de Asia. UK Anime Network la catalogó como uno de los mejores animes de 2019 por mostrar atractivos arcos argumentales originales que no estaban presentes en la serialización original, lo que contrastó con el anime Naruto, cuyas historias originales no lograron atraer al público.
En un artículo más cómico, el escritor de Geek.com Tim Thomas comparó Boruto con la serie La leyenda de Korra, ya que ambas eran diferentes a sus predecesoras a pesar de compartir temas con ellas. Sarah Nelkin consideró Boruto como una versión más desenfadada de la serie Naruto, pero Amy McNulty alabó su decimotercer episodio por centrarse en una subtrama que se venía desarrollando desde el primer episodio porque sus revelaciones hacían la serie más oscura. Stewart estuvo de acuerdo con McNulty, comentando que los desarrolladores llegaron al clímax del primer arco argumental del anime. La caracterización del villano también impresionó al crítico. Allega Frank de Polygon mencionó que durante el inicio tanto del manga como del anime, múltiples fanes se preocuparon debido a un flashforward en el que un Boruto mayor se enfrenta a un enemigo llamado Kawaki que da a entender que Naruto podría estar muerto; su destino los dejó preocupados. La serie se situó en el puesto 80 del Tokyo Anime Award Festival en la categoría de los 100 mejores animes de televisión de 2017.
Los críticos también comentaron la caracterización de Boruto en el anime. Beveridge aplaudió el primer episodio de la serie, diciendo que sentía que la representación de Boruto era superior a la del manga, mientras que otros escritores disfrutaron de sus rasgos heroicos que envían mensajes más positivos a los espectadores. Los críticos alabaron que el personaje que regresaba, Sasuke Uchiha, se había vuelto más cariñoso con su hija, Sarada, la protagonista femenina de la serie, y consideraron que esto desarrollaba mucho a los dos personajes. Los críticos consideraron que esto ayudó a expandir aún más la conexión entre los miembros de la familia Uchiha -Sasuke, Sakura y Sarada- debido a cómo se retrata su vínculo durante el segundo arco argumental del anime. La pelea de Kawaki con Garo también fue la más vista de 2021 en el canal de YouTube de Crunchyroll ponderado a 30 días.